# Úrvalsdeild kvenna (Basketball)
Die Úrvalsdeild kvenna (deutsch Auswahlliga der Frauen) ist die höchste Spielklasse im isländischen Basketball der Frauen. Sie wurde in der Saison 1952/53 zum ersten Mal ausgetragen und wird von der Körfuknattleikssamband Íslands (KKÍ) organisiert. In den Jahren 1954, 1955, 1962, 1965 und 1968 wurde kein isländischer Meister ermittelt.

## Liste der Meister
| - 1952/53: Ármann Reykjavík (1. Titel) - 1955/56: ÍR Reykjavík (1. Titel) - 1956/57: ÍR Reykjavík - 1957/58: ÍR Reykjavík - 1958/59: Ármann Reykjavík - 1959/60: Ármann Reykjavík - 1960/61: KR Reykjavík (1. Titel) - 1962/63: ÍR Reykjavík - 1963/64: UMF Skallagrímur (Borgarnes) (1. Titel) - 1965/66: ÍR Reykjavík - 1966/67: ÍR Reykjavík - 1968/69: Þór Akureyri (1. Titel) - 1969/70: ÍR Reykjavík - 1970/71: Þór Akureyri - 1971/72: ÍR Reykjavík - 1972/73: ÍR Reykjavík - 1973/74: ÍR Reykjavík - 1974/75: ÍR Reykjavík - 1975/76: Þór Akureyri | - 1976/77: KR Reykjavík - 1977/78: ÍS Stúdentar (1. Titel) - 1978/79: KR Reykjavík - 1979/80: KR Reykjavík - 1980/81: KR Reykjavík - 1981/82: KR Reykjavík - 1982/83: KR Reykjavík - 1983/84: ÍS Stúdentar - 1984/85: KR Reykjavík - 1985/86: KR Reykjavík - 1986/87: KR Reykjavík - 1987/88: ÍBK Keflavík (1. Titel) - 1988/89: ÍBK Keflavík - 1989/90: ÍBK Keflavík - 1990/91: ÍS Stúdentar - 1991/92: ÍBK Keflavík - 1992/93: ÍBK Keflavík - 1993/94: ÍBK Keflavík - 1994/95: Breiðablik Kópavogur (1. Titel) | - 1995/96: Keflavík ÍF - 1996/97: UMF Grindavík (1. Titel) - 1997/98: Keflavík ÍF - 1998/99: KR Reykjavík - 1999/2000: Keflavík ÍF - 2000/01: KR Reykjavík - 2001/02: KR Reykjavík - 2002/03: Keflavík ÍF - 2003/04: Keflavík ÍF - 2004/05: Keflavík ÍF - 2005/06: Haukar Hafnarfjörður (1. Titel) - 2006/07: Haukar Hafnarfjörður - 2007/08: Keflavík ÍF - 2008/09: Haukar Hafnarfjörður - 2009/10: KR Reykjavík - 2010/11: Keflavík ÍF - 2011/12: UMF Njarðvík (1. Titel) - 2012/13: Keflavík ÍF - 2013/14: UMF Snæfell (Stykkishólmur) (1. Titel) | Anzahl der Meisterschaften - Keflavík ÍF, ehemals ÍBK Keflavík (15 Titel, 1988–2013) - KR Reykjavík (14 Titel, 1961–2010) - ÍR Reykjavík (11 Titel, 1956–1957) - Ármann Reykjavík (3 Titel, 1953–1960) - Haukar Hafnarfjörður (3 Titel, 2006–2009) - ÍS Stúdentar (3 Titel, 1978–1991) - Þór Akureyri (3 Titel, 1969–1976) - Breiðablik Kópavogur (1 Titel, 1995) - UMF Grindavík (1 Titel, 1997) - UMF Njarðvík (1 Titel, 2012) - UMF Skallagrímur (1 Titel, 1964) - UMF Snæfell (1 Titel, 2014) |